# Nandakuja
Nandakuja és un riu de Bangladesh al districte de Rajshahi, una branca derivada del Baral del que se separa a la fàbrica anomenada també Nandakuja, però que es torna a unir al mateix riu després d'un curs en semicercle. Els afluents del Nandakuja són el Baranai i l'Atrai (aquest darrer reparteix les seves aigües entre el Nandakuja i el Gur).